# ليسياس

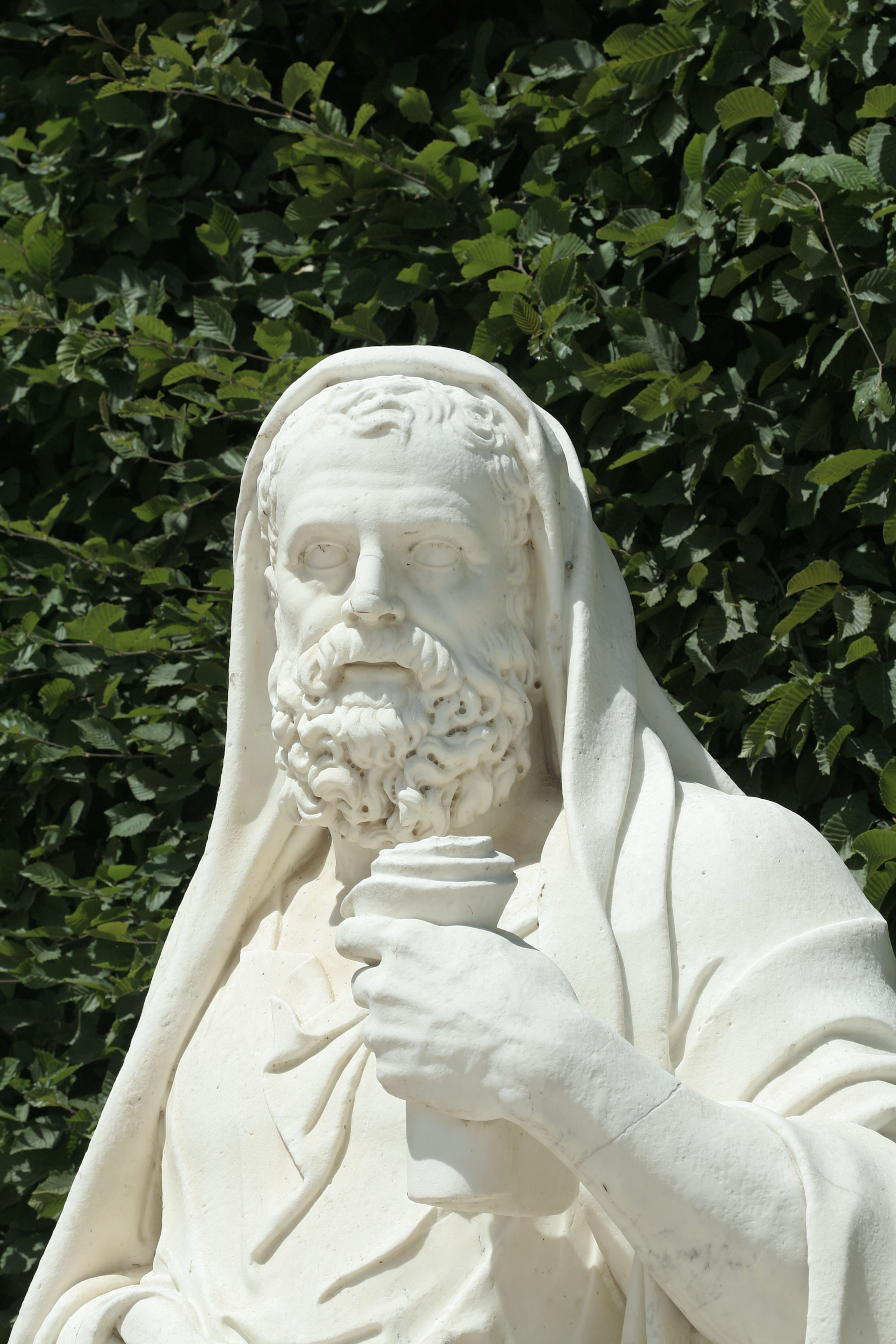
ليسياس.

ليسياس (نحو 445 - 380 ق.م) هو خطيب أثيني.
أشهر آثاره خطاب باسم «أولمپياكوس»، يقال أنه ألقاه سنة 388 قبل الميلاد.

## روابط خارجية
- ليسياس على موقع الموسوعة البريطانية (الإنجليزية)